# Lorze
La Lorze est une rivière de Suisse.

### Sources
- (de) Cet article est partiellement ou en totalité issu de l’article de Wikipédia en allemand intitulé « Lorze » (voir la liste des auteurs).